# 大近
株式会社大近（だいきん）は、「ラッキー」あるいは「パントリー」という名称で関西を中心にスーパーマーケットを展開する企業である。キャッチコピーは「食は愛（おいしいはうれしい）」。

## 概要
1960年（昭和35年）2月に資本金100万円で衣料メーカーとして設立され、1961年（昭和36年）10月にスーパーマーケット事業に進出。1965年（昭和40年）に「東永」と「ラッキーボクサー」、「東伸」を吸収合併した。
創業当初は片町線や京阪電気鉄道の沿線を中心に売り場面積約400m2～500m2の小型スーパーマーケットの出店を進めたが、1970年代後半からは売り場面積約1,000m2規模へ出店戦略の切り替えを図ることになった。1987年（昭和62年）に、東京国分寺・府中・東村山の各店を開業し関東に進出（いずれも閉店。のちにパントリー丸井溝口店の開業で再進出）する。
1990年（平成2年）10月には西神そごう（現：エキソアレ西神中央）1階に「パントリー21」を開店して百貨店内に初進出したことを契機に、近年は百貨店や駅ビルへの新規出店を強化している。2016年（平成28年）3月にパントリーそごう広島店が開業し、中国地方の初出店を果たした。2022年（令和4年）3月31日に名古屋・栄の旧丸栄跡地に建設された商業施設「Maruei Galleria」（マルエイ ガレリア）の1階にパントリーマルエイガレリア店が開業し、東海地方に初出店する。

## 沿革
- 1949年（昭和24年） - 株式会社東永（衣料品卸問屋）創業
- 1960年（昭和35年）2月 - 資本金100万円で衣料メーカーとして株式会社大近を設立[1]。
- 1961年（昭和36年）10月 - スーパーマーケット事業に進出[1]。『ラッキーボクサー野里店』を開店。
- 1965年（昭和40年） - 「東永』と「ラッキーボクサー」、「東伸」を吸収合併[1]。
- 1970年（昭和45年） - 「ラッキーボクサー」と名乗っていた店舗を「ラッキー」に名称変更
- 1980年（昭和55年） - 有限会社パントリー設立　同名のスーパー「パントリー51」（パントリー庄内店・現在は閉店）の開設。
- 1990年（平成2年）10月 - 西神そごう1階に「パントリー21」（現在のパントリー西神店）を開店し、百貨店に初進出[6]。
- 2020年（令和2年）8月 - 西武大津店閉店に伴い、滋賀県での店舗運営から一時撤退。

## 店舗
店舗によって『ラッキー』と『パントリー』の二つのブランドに分かれている。
もともとは『ラッキー』が日常的な商品を販売する店舗、『パントリー』が高級志向を持った商品を取り扱う店舗として分類していたが、1990年代以降高級志向を強めたため、『ラッキー』として運営していた店舗についても高級志向を持った商品を取り扱うようになる。また、従来の『ラッキー』として出店した店舗を閉店し、より駅に隣接した場所に『パントリー』として再出店するなどで従来の『ラッキー』店舗が少なくなったこともあり、近年では『ラッキー』と『パントリー』の差異はほとんどない。なお、近年の新規出店は事実上移転した店舗も含めてすべて『パントリー』での出店となっている。
開業順に店舗番号が設定されているが、パントリー庄内店開業の際『パントリー51』の名称で出店し、店番号も51番となった。その後出店したパントリー52（現在のパントリー都島店）の店番号も52番であったが、現在のパントリー西神店が『パントリー21』として出店して以降、『パントリー』で出店する店を含めて店番号は21以降の通し番号になっている。
百貨店のテナントとして出店した店舗の中には、パントリー近鉄あべのハルカス店のように生鮮食料品や日用品を取り扱わない店舗も存在する。また、衣料メーカーとして開業した企業であるが、現存の店舗では衣料品は一切取り扱っていない。
現存店舗は「公式サイト」を参照。なお特徴のある店舗に限り次の通り列記する。
- 寝屋川店 - 大阪府寝屋川市早子町23-2-B112号　1967年（昭和42年）開店[8]。
現存する最古の店舗。（店番号・04）寝屋川市駅再開発に伴い移転を繰り返し、現存店舗はアドバンスねやがわ2号館の地下1階にある。
- パントリー西神店 - 兵庫県神戸市西区糀台5-9-4 西神中央駅ショッピングセンター（旧そごう西神店、現エキソアレ西神中央）1階　1990年（平成2年）開店[9]。
百貨店に初進出した店舗。開店当初の名称は「パントリー21」。この店舗の成功で以降百貨店地下に本格的に進出した。
のちに「パントリーそごう西神店」と名称を変えたが、そごう西神店の閉店に伴い2020年（令和2年）8月31日をもって一旦閉店した。
施設の利用再開に伴い同年11月27日に現在の名称で再オープンしている。（店番号・21）

### かつてあった店舗

#### 大阪府

##### 大阪市
- 野里店（大阪市西淀川区野里1-23-3[1]、1961年（昭和36年）10月5日開店[10]）
売場面積377m2[10]
ラッキーとして初めて開業した店舗。開業当初は「ラッキーボクサー野里店」であった[11]。(店番号・01)[要出典]
- 大正店[10] → 恩加島店[12]（大阪市大正区南恩加島98[10]、1963年（昭和38年）7月27日開店[10]）
売場面積469m2[10]（店番号・02）[要出典]

- 三国店（大阪市淀川区西三国1-18-6[1]。
- 巽店（大阪市生野区巽中2-13-15[13]。1977年（昭和52年）4月開店[13]）
店舗面積1,952m2[13]、延べ床面積約5,028m2[13]。直営店舗面積857m2[13]。

##### 池田市
- 池田店（池田市呉服町3-18[1]）
- 石橋店（池田市石橋1-8-19[1]。1970年（昭和45年）6月開店[1]）

##### 吹田市
- 関大前店 - 吹田市千里山東1-7-18[1]。1975年（昭和50年）3月開店[1]。

##### 枚方市
- 枚方店(初代) - 枚方市朝日丘町[10]、1968年（昭和43年）12月26日開店[10]）
売場面積293m2[10]
枚方三越店開店後も存続していた。[要出典]
- 香里店 - 枚方市宮之下町7-22[1]。1966年（昭和41年）開店）
「ラッキーボクサー香里店」として開業した店で、香里ABCセンター内に出店。（店番号・03）

##### 豊中市
- 庄内店（豊中市庄内西町3-1-5 サンパティオB1F　1980年（昭和55年）開店 - 2017年（平成29年）8月31日閉店）
開店当初の名称は「パントリー51」。[要出典]

##### 茨木市
- 南茨木店 -茨木市東奈良3-15[1]。1975年（昭和50年）10月開店[1]）
- 茨木駅前店（茨木市西中条町2-2[1]。1975年（昭和50年）10月開店[1]）

##### 高槻市
- 登店（高槻市登町282[1]）
- 宮野店（高槻市宮野町21-20[1]）

##### 寝屋川市
- 明徳店（寝屋川市明徳２-10 C19）
- 成美店（せいびてん）（寝屋川市成美町28-3[1]。1973年（昭和48年）8月開店。2016年（平成28年）2月27日閉店）

##### 大東市
- 住道店（大東市赤井１丁目13-1）
ポップタウン5番館の中にあった店舗。パントリー住道駅店に事実上移転。[要出典]

##### 四条畷市
- 忍ケ丘店（四條畷市岡山1丁目）
忍ケ丘駅前店開店後も存続していた。[要出典]

##### 八尾市
- 八尾店（八尾市光町2-60・LINOAS内）2005年3月開店 - 2024年1月15日閉店[14]。
跡地はバローリノアス八尾店として、同年4月26日に出店[15]。

#### 兵庫県
- 宝塚南口店（宝塚市南口2-14-1[1]。1974年（昭和49年）3月開店[1]）
- パントリー六甲店（神戸市灘区桜口町3-1-1[16]。1997年（平成9年）9月開店[16]）
バニエの店舗面積2,943m2[16]、延べ床面積約23,504m2[16]。直営店舗面積1,191m2[16]。
パントリーフォレスタ六甲店への事実上移転。[要出典]
- パントリー北六甲台店（兵庫県西宮市）
- パントリー阪神御影店（兵庫県神戸市東灘区）
- 中山寺店（兵庫県宝塚市中筋5-10-27（マーケットスクエア中山寺内）[17]、2003年7月開店[18]。2022年7月15日閉店[17][18]）

#### 京都府
- 野里店（京都市上京区千本通下長者町上る革堂前之町[1]。

#### 滋賀県
- パントリー桜ヶ丘店 - 草津市
- 西武大津店 - 大津市　2020年（令和2年）8月31日閉店）
西武大津店の閉店に伴い、閉店した。

## 大近製造グループ工場
- 藤乃家（ふじのや）　麺工場・大阪府摂津市
- 卯乃家（うのや）　豆腐工場・大阪市此花区
- 幸月（こうげつ）　和菓子工場・大阪府門真市
- 杏庵（あんずあん）　惣菜工場（主に寿司など）・大阪府門真市
- 吾光（ごこう）　漬物工場・大阪府摂津市
- 豊琳（ほうりん）　惣菜工場（主にコロッケなどの揚げ物）・大阪府大東市
- たくみ亭（たくみてい）　ハム工場・大阪府摂津市
- 福直（ふくなお）　魚類加工工場・大阪府摂津市
- ラッキー牧場　牧場経営・広島県庄原市
- みつぎ農園　農場経営・広島県尾道市
- 大友商事　（おおともしょうじ）　食品卸　大阪府大阪市福島区

## 関連会社
- 株式会社　レインボー物流　大阪府摂津市
- 株式会社　エルライン　大阪府摂津市

（いずれも物流部門を担当する。）